# Lagmansholm
Lagmansholm är en småort i Fullestads socken i Vårgårda kommun och ett säteri och en nedlagd station längs Västra stambanan, sju kilometer väster om Vårgårda. Orten har 137 invånare (2023).
Säteriet har bland annat ägts av riksrådet Erik Leijonhufvud (död 1616), flera medlemmar av ätten Rosenhane samt general Carl Hierta.